# 691

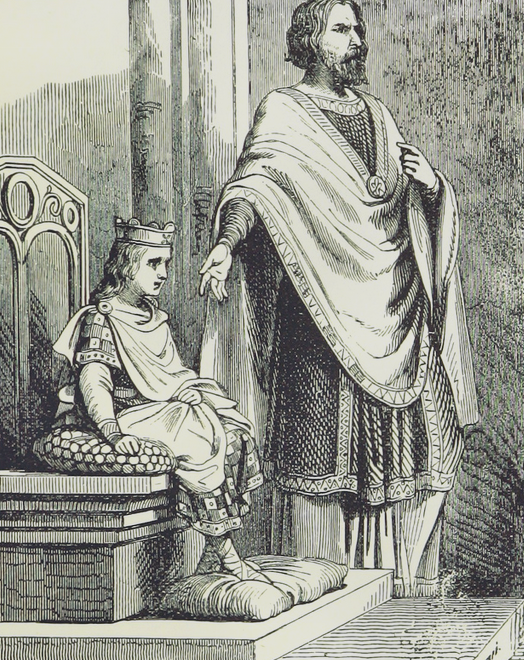
Clovis IV en Pepijn van Herstal (rechts)

Het jaar 691 is het 91e jaar in de 7e eeuw volgens de christelijke jaartelling.

## Gebeurtenissen

### Europa
- Koning Theuderik III overlijdt en wordt opgevolgd door zijn 9-jarige zoon Clovis IV als koning van de Franken. Hij wordt vanwege zijn jonge leeftijd een marionet (roi fainéant) onder het bewind van zijn oom Pepijn van Herstal, hofmeier van Austrasië, die steeds meer politieke macht naar zich toetrekt.

### China
- Keizerin Wu Zetian van de Wu Zhou-dynastie roept het boeddhisme officieel uit tot staatsgodsdienst. (waarschijnlijke datum)

## Religie
- De Rotskoepel op de Tempelberg in Jeruzalem wordt voltooid. (waarschijnlijke datum)

## Geboren
- Hisham, Arabisch kalief (overleden 743)

## Overleden
- Theuderik III (37), koning van de Franken